# 大生原村
大生原村（おうはらむら）は、茨城県行方郡にかつて存在した村である。

## 地理
- 現在の潮来市の北部に位置する。
- 村は北浦の西岸に位置する。
- 村域は台地と平地が入り組む谷戸が多い地形になっている。

## 歴史
村名はかつて存在した大生郷の大生と水原村の原を組み合わせて大生原村となった。

### 村域の変遷
- 1889年（明治22年）4月1日 - 町村制施行により、大賀村・大生村・釜谷村・水原村が合併し行方郡大生原村が発足。
- 1955年（昭和30年）2月11日 - 大生原村は潮来町・津知村・延方村とともに合併し潮来町が発足。大生原村は消滅。

変遷表
| 1868年 以前 | 1868年 以前 | 明治22年 4月1日 | 昭和30年 2月11日 | 平成13年 4月1日 | 現在   |
| ----------- | ----------- | --------------- | ---------------- | --------------- | ------ |
|             | 大賀村      | 大生原村        | 潮来町           | 市制            | 潮来市 |
|             | 大生村      | 大生原村        | 潮来町           | 市制            | 潮来市 |
|             | 釜谷村      | 大生原村        | 潮来町           | 市制            | 潮来市 |
|             | 水原村      | 大生原村        | 潮来町           | 市制            | 潮来市 |

## 人口・世帯

### 人口
総数 [単位： 人]
| 1891年（明治24年） | 1,705 |
| 1920年（大正 9年） | 1,833 |
| 1935年（昭和10年） | 2,015 |
| 1950年（昭和25年） | 2,707 |

### 世帯
総数 [単位： 世帯]
| 1920年（大正 9年） | 350 |
| 1935年（昭和10年） | 351 |
| 1950年（昭和25年） | 460 |